# Adelaide di Lippe-Biesterfeld
Adelaide di Lippe-Biesterfeld (Oberkassel, 22 giugno 1870 – Detmold, 3 settembre 1948) era la primogenita di Ernesto II di Lippe-Biesterfeld e della Contessa Karoline von Wartensleben.

## Famiglia e infanzia

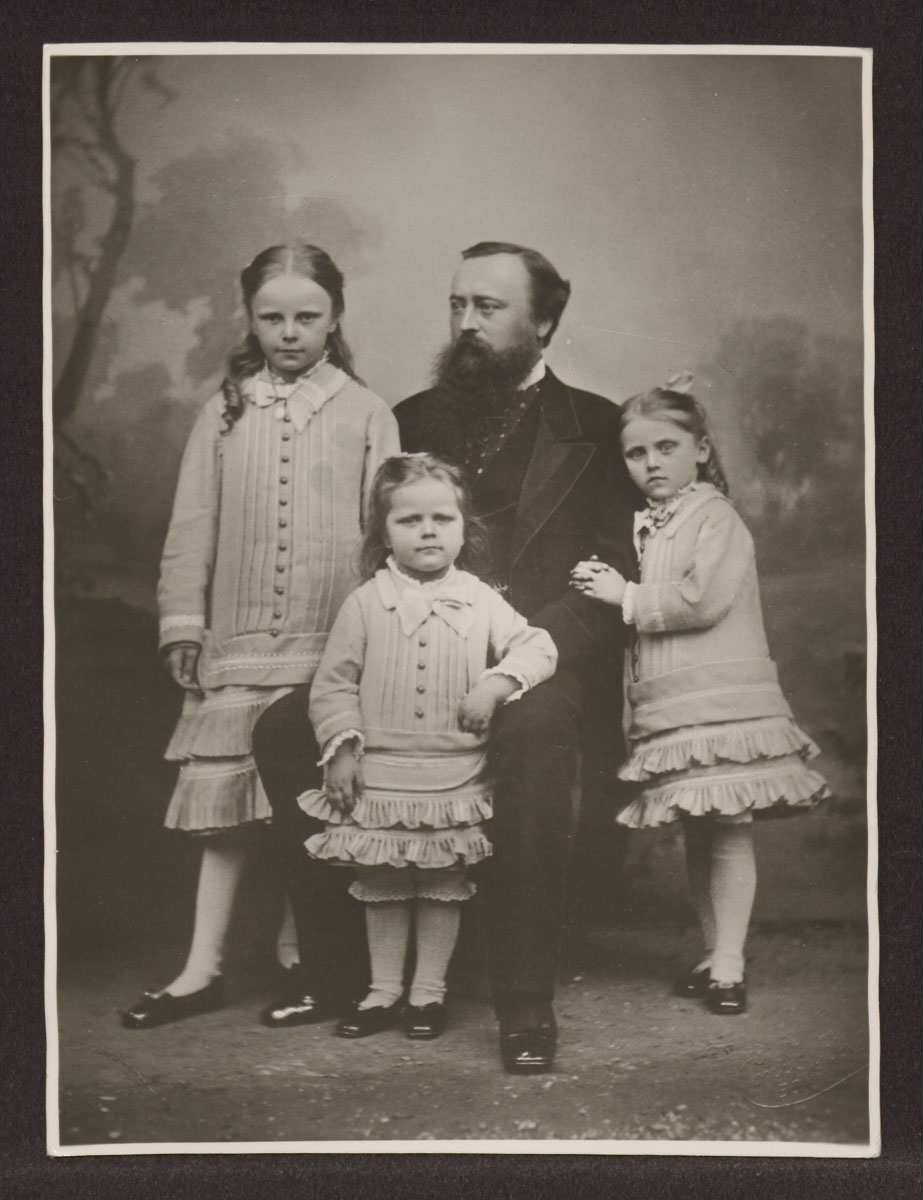
Adelaide con il padre e due sorelle.

Adelaide nacque il 22 giugno 1870 da Ernesto II di Lippe-Biesterfeld e di sua moglie la Contessa Karoline von Wartensleben.
Dopo la morte di Valdemaro di Lippe nel 1895, i suoi genitori furono coinvolti in una reggenza e nella controversa successione al principato di Lippe. Sebbene fu il fratello minore di Valdemaro Alessandro a succedere, egli era incapace di regnare a causa di una malattia mentale. Di conseguenza, i due rami della Casata di Lippe si disputarono il diritto alla reggenza. Il Principe Adolfo di Schaumburg-Lippe, un cognato dell'imperatore tedesco Guglielmo II fu scelto, ma un altro insediamento permise ad Ernesto di diventare il reggente di Lippe-Detmold il 17 luglio 1897.

## Matrimonio e discendenza
A Neudorf, Adelaide sposò il Principe Federico Giovanni di Sassonia-Meiningen, uno dei figli più giovani di Giorgio II, Duca di Sassonia-Meiningen il 24 aprile 1889. Ebbero i seguenti figli:
- Feodora Carola Carlotta Maria Adelaide Augusta Matilde (29 maggio 1890 - 12 marzo 1972), sposò il 21 gennaio 1910 Guglielmo Ernesto, granduca di Sassonia-Weimar-Eisenach;
- Adelaide Erna Carolina Maria Elisabetta (16 agosto 1891 - 25 aprile 1971), sposò il 3 agosto 1914 il principe Adalberto di Prussia;
- Giorgio (11 ottobre 1892 - 6 gennaio 1946), sposò la contessa Clara Maria di Korff genannt Schmising-Kerssenbrock. È il padre di Regina, moglie di Ottone d'Asburgo-Lorena;
- Ernesto Leopoldo Federico Guglielmo Ottone (23 settembre 1895 - 17 agosto 1914), ucciso in azione, nei pressi di Maubeuge, Francia;
- Luisa Maria Elisabetta Matilde Elena Caterina (13 marzo 1899 - 14 febbraio 1985), sposò il 25 ottobre 1936 a Götz, Freiherr di Wangenheim;
- Bernardo (30 giugno 1901 - 4 ottobre 1984), sposò, in prime nozze Margot Grössler (morganatico) e, in seconde nozze, la baronessa Vera Schäffer di Bernstein.

## Ruolo nella controversa successione di Lippe
I due rami del Casato di Lippe dibatterono sui diritti al principato di Lippe-Detmold.
Poiché la bisnonna di Adelaide era un membro della petite noblesse, la pretesa alla completa sovranità della sua famiglia fu contestata. Questa pretesa minacciò la successione di Sassonia-Meiningen, poiché Adelaide era sposata all'erede apparente del Duca di Sassonia-Meiningen; dove suo padre considerata uno status regale minore, si potrebbe pensare che la sua pretesa non era abbastanza uguale per la famiglia del marito.

## Ascendenza
|                                                  |                            |                                              | Genitori                                       |  |  | Nonni |  |  | Bisnonni                       |  |  | Trisnonni                                    |  |
|                                                  |                            |                                              |                                                |  |  |       |  |  | 8. Ernst zur Lippe-Biesterfeld |  |  | 16. Carl Ernst Casimir zur Lippe-Biesterfeld |  |
|                                                  |                            |                                              |                                                |  |  |       |  |  | 8. Ernst zur Lippe-Biesterfeld |  |  | 16. Carl Ernst Casimir zur Lippe-Biesterfeld |  |
|                                                  |                            | 17. Ferdinande zu Bentheim-Tecklenburg-Rheda |                                                |  |  |       |  |  | 8. Ernst zur Lippe-Biesterfeld |  |  |                                              |  |
| 4. Julius zur Lippe-Biesterfeld                  |                            |                                              |                                                |  |  |       |  |  | 8. Ernst zur Lippe-Biesterfeld |  |  |                                              |  |
|                                                  |                            | 9. Modeste von Unruh                         | 18. Karl Philipp von Unruh                     |  |  |       |  |  |                                |  |  |                                              |  |
|                                                  |                            | 9. Modeste von Unruh                         | 18. Karl Philipp von Unruh                     |  |  |       |  |  |                                |  |  |                                              |  |
|                                                  |                            | 9. Modeste von Unruh                         | 19. Elisabeth Henriette Dorothea von Kameke    |  |  |       |  |  |                                |  |  |                                              |  |
| 2. Ernst II zur Lippe-Biesterfeld                |                            | 9. Modeste von Unruh                         |                                                |  |  |       |  |  |                                |  |  |                                              |  |
|                                                  |                            | 10. Friedrich Ludwig zu Castell-Castell      | 20. Friedrich Carl zu Castell-Castell          |  |  |       |  |  |                                |  |  |                                              |  |
|                                                  |                            | 10. Friedrich Ludwig zu Castell-Castell      | 20. Friedrich Carl zu Castell-Castell          |  |  |       |  |  |                                |  |  |                                              |  |
|                                                  |                            | 10. Friedrich Ludwig zu Castell-Castell      | 21. Amalie zu Löwenstein-Wertheim-Virneburg    |  |  |       |  |  |                                |  |  |                                              |  |
| 5. Adelaide zu Castel-Castell                    |                            | 10. Friedrich Ludwig zu Castell-Castell      |                                                |  |  |       |  |  |                                |  |  |                                              |  |
|                                                  |                            | 11. Emilie zu Hohenlohe-Langenburg           | 22. Karl Ludwig I zu Hohenlohe-Langenburg      |  |  |       |  |  |                                |  |  |                                              |  |
|                                                  |                            | 11. Emilie zu Hohenlohe-Langenburg           | 22. Karl Ludwig I zu Hohenlohe-Langenburg      |  |  |       |  |  |                                |  |  |                                              |  |
|                                                  |                            | 11. Emilie zu Hohenlohe-Langenburg           | 23. Amalie Henriette Charlotte zu Solms-Baruth |  |  |       |  |  |                                |  |  |                                              |  |
| 1. Adelheid zur Lippe-Biesterfeld                |                            | 11. Emilie zu Hohenlohe-Langenburg           |                                                |  |  |       |  |  |                                |  |  |                                              |  |
|                                                  | 12. Cäsar von Wartensleben | 24. Leopold von Wartensleben                 |                                                |  |  |       |  |  |                                |  |  |                                              |  |
|                                                  | 12. Cäsar von Wartensleben | 24. Leopold von Wartensleben                 |                                                |  |  |       |  |  |                                |  |  |                                              |  |
|                                                  | 12. Cäsar von Wartensleben | 25. Caroline Louise Dorothea von der Recke   |                                                |  |  |       |  |  |                                |  |  |                                              |  |
| 6. Leopold Otto Friedrich Franz von Wartensleben | 12. Cäsar von Wartensleben |                                              |                                                |  |  |       |  |  |                                |  |  |                                              |  |
|                                                  |                            | 13. Friederike von Gfug                      | 26. Carl Georg Friedrich von Gfug              |  |  |       |  |  |                                |  |  |                                              |  |
|                                                  |                            | 13. Friederike von Gfug                      | 26. Carl Georg Friedrich von Gfug              |  |  |       |  |  |                                |  |  |                                              |  |
|                                                  |                            | 13. Friederike von Gfug                      | 27. Johanna Juliane von Lestwitz               |  |  |       |  |  |                                |  |  |                                              |  |
| 3. Karoline von Wartensleben                     |                            | 13. Friederike von Gfug                      |                                                |  |  |       |  |  |                                |  |  |                                              |  |
|                                                  |                            | 14. Arnold Halbach                           | 28. Johann Arnold Halbach                      |  |  |       |  |  |                                |  |  |                                              |  |
|                                                  |                            | 14. Arnold Halbach                           | 28. Johann Arnold Halbach                      |  |  |       |  |  |                                |  |  |                                              |  |
|                                                  |                            | 14. Arnold Halbach                           | 29. Maria Gertrud Hilger                       |  |  |       |  |  |                                |  |  |                                              |  |
| 7. Mathilde Halbach                              |                            | 14. Arnold Halbach                           |                                                |  |  |       |  |  |                                |  |  |                                              |  |
|                                                  |                            | 15. Caroline Bohlen                          | 30. Bohl Bohlen                                |  |  |       |  |  |                                |  |  |                                              |  |
|                                                  |                            | 15. Caroline Bohlen                          | 30. Bohl Bohlen                                |  |  |       |  |  |                                |  |  |                                              |  |
|                                                  |                            | 15. Caroline Bohlen                          | 31. Johanna Magdalene Oswald                   |  |  |       |  |  |                                |  |  |                                              |  |
|                                                  |                            | 15. Caroline Bohlen                          |                                                |  |  |       |  |  |                                |  |  |                                              |  |

## Titoli e trattamento
- 22 giugno 1870 – 24 aprile 1889: Sua Altezza Contessa Adelaide di Lippe-Biesterfeld
- 24 aprile 1889 – 3 settembre 1948: Sua Altezza Principessa Adelaide di Sassonia-Meiningen